# Юг штата Гояс (мезорегион)

Юг штата Гояс на карте.

Юг штата Гояс (порт. Mesorregião do Sul Goiano) — административно-статистический мезорегион в Бразилии. Входит в штат Гояс. Население составляет 1 272 621 человек (на 2010 год). Площадь — 131 617,263 км². Плотность населения — 9,67 чел./км².

## Демография
Согласно сведениям, собранным в ходе переписи 2010 г. Национальным институтом географии и статистики (IBGE), население мезорегиона составляет:
| Полное население                            | Полное население                            | Полное население                            | Полное население                            | 1 272 621 |
| ------------------------------------------- | ------------------------------------------- | ------------------------------------------- | ------------------------------------------- | --------- |
| в том числе:                                | Городское население                         | 1 108 545                                   | Процент городского населения, %             | 87,11     |
|                                             | Сельское население                          | 164 076                                     | Процент сельского населения, %              | 12,89     |
|                                             | Мужское население                           | 645 784                                     | Процент мужского населения, %               | 50,74     |
|                                             | Женское население                           | 626 837                                     | Процент женского населения, %               | 49,26     |
| Плотность населения, чел/км²                | Плотность населения, чел/км²                | Плотность населения, чел/км²                | Плотность населения, чел/км²                | 9,67      |
| Население мезорегиона в % к населению штата | Население мезорегиона в % к населению штата | Население мезорегиона в % к населению штата | Население мезорегиона в % к населению штата | 21,20     |

## Статистика
- Валовой внутренний продукт на 2006 год составляет 15 404 396 527,00 реалов (данные: Бразильский институт географии и статистики).
- Валовой внутренний продукт на душу населения на 2006 год составляет 14 017,87 реалов (данные: Бразильский институт географии и статистики).
- Индекс развития человеческого потенциала на 2006 год составляет 0,807 (данные: Программа развития ООН).

## Состав мезорегиона
В мезорегион входят следующие микрорегионы:
1. Каталан
2. Пирис-ду-Риу
3. Киринополис
4. Мея-Понти
5. Судуэсти-ди-Гояс
6. Вали-ду-Риу-дус-Бойс